# Lionheart - Scommessa vincente
Lionheart - Scommessa vincente (Lionheart) è un film del 1991 diretto da Sheldon Lettich, con Jean-Claude Van Damme.

## Trama
Lyon Gaultier è nella Legione straniera francese di stanza a Gibuti, in Africa orientale. Dopo che suo fratello, che vive a Los Angeles, viene dato alle fiamme durante un affare di droga andato male, Lyon riceve una lettera dalla cognata Hélène che lo prega di andare a trovare il fratello morente, poiché nell'agonia chiamava il suo nome. Lyon sfugge quindi alla Legione con un'audace evasione e si mette in viaggio attraverso il deserto, fino a raggiungere una darsena sulla costa, dove trova lavoro a bordo di un battello a vapore diretto negli Stati Uniti. Il comandante della Legione di Lyon, prevedendo la sua destinazione, invia due dei suoi uomini a Los Angeles per riportare Lyon davanti alla corte marziale.
Arrivato a New York senza i soldi per attraversare il paese fino a Los Angeles, Lyon è attratto da un combattimento illegale di strada gestito da un vagabondo di nome Joshua Eldridge. Si offre volontario per il prossimo incontro e sconfigge facilmente il suo avversario. Colpito, Joshua porta Lyon a conoscere Cynthia Caldera, una donna senza scrupoli che organizza combattimenti clandestini per la ricca élite. Cynthia accetta di sponsorizzare Lyon, soprannominandolo Lionheart ("Cuor di Leone") e organizzandogli un combattimento senza esclusione di colpi contro Sonny, un pugile noto per deridere pesantemente i suoi avversari. Lyon sconfigge Sonny facilmente, poi parte con Joshua alla ricerca di una cabina telefonica per chiamare Hélène, respingendo l'attacco di una banda di teppisti locali. Joshua chiede un favore a Cynthia, che li porta entrambi fino a Los Angeles.
Quando Lyon raggiunge l'ospedale, suo fratello è già morto. Sebbene i suoi assassini siano stati arrestati, Hélène è rimasta senza un soldo, con una pila di fatture mediche non pagate e la figlioletta Nicole da accudire. Lyon e Joshua rintracciano l'indirizzo di Hélène, ma quando Lyon cerca di parlare con Hélène, lei rifiuta con rabbia le sue offerte di aiuto finanziario, ammonendo Lyon per aver abbandonato il fratello e incolpandolo ingiustamente del coinvolgimento del defunto marito nel traffico di droga.
Lyon decide di aiutare Hélène e Nicole a loro insaputa. Tramite Cynthia, entra nel circuito locale dei combattimenti di strada e fa consegnare i profitti a Hélène sotto forma di assegni, con Joshua che sostiene che il marito ha sottoscritto un'assicurazione sulla vita prima della sua morte. Lyon sconfigge una serie di importanti pugili, tra cui uno scozzese che combatte sporco, un lottatore in un campo da squash e un artista marziale in una piscina poco profonda. Visto che Lyon non trattiene le sue vincite e rifiuta le sue avance, Cynthia diventa sospettosa di Lyon e gelosa nei confronti di Hélène e mette il suo assistente Russell sulle tracce di Lyon. Allo stesso modo, i due militari inviati a caccia di Lyon si appostano nell'appartamento di Hélène e alla fine cercano di catturare Lyon: quest'ultimo viene salvato da Russell ma subisce la rottura di una costola. Hélène, che ha assistito all'aggressione, scopre la verità sulla polizza assicurativa inesistente e riconosce finalmente Lyon come zio di Nicole.
Cynthia organizza un combattimento tra Lyon e Attila, un lottatore imbattuto conosciuto per dare ai suoi avversari una speranza illusoria per poi metterli fuori gioco con mosse spietate. Cynthia accetta di consegnare Lyon ai militari della Legione dopo lo scontro. Per falsare le quote, mostra a potenziali scommettitori un filmato alterato che fa sembrare Attila un lottatore debole, mentre scommette la sua intera ricchezza su Attila. Rendendosi conto che Lyon è ferito, Joshua cerca senza successo di convincerlo a rinunciare al combattimento.
Durante il combattimento, Attila nota la ferita alla costola di Lyon e la sfrutta appieno. Quando Attila sembra  aver vinto lo scontro, avendo mandato al tappeto più volte il suo avversario, Joshua implora Lyon a lasciare lo scontro e si offre di dividere la vincita della sua scommessa contro Lyon. Questo fa arrabbiare Lyon, che raccoglie le forze residue per sconfiggere Attila con una serie brutale di calci, ginocchiate e pugni. Lyon colpisce Attila privo di sensi ma lo risparmia, lasciando Cynthia con un grosso debito e la sua famiglia sistemata grazie alla sua stessa puntata vincente. I militari catturano Lyon ma, dopo aver sentito il pianto della nipote all'addio di Lyon, sentono il rimorso e lo rilasciano a un paio di isolati di distanza e gli augurano buona fortuna per la sua nuova vita in America. Il film si conclude con Lyon che si riunisce alla sua famiglia e a Joshua.

## Produzione
Il film è stato diretto da Sheldon Lettich, che aveva collaborato alla sceneggiatura di Senza esclusione di colpi, il primo successo di Van Damme, e che dirigerà nuovamente l'attore in Double Impact - Vendetta finale. Inoltre, per la seconda volta in un film di Van Damme appare tra gli antagonisti Michel Qissi, già Tong Po in Kickboxer - Il nuovo guerriero. Sheldon Lettich ha in seguito ricordato:

## Accoglienza
Lionheart è stato distribuito nei cinema l'11 gennaio 1991 accompagnato da recensioni negative, ma è comunque riuscito a guadagnare circa 25 milioni di dollari, posizionandosi nella top 30 dei maggiori successi mondiali dell'anno.

## Colonna sonora
La colonna sonora di Lionheart è stata composta e prodotta da John Scott, e registrata dalla Münchner Symphoniker. La Intrada Registri ha pubblicato l'album della colonna sonora del film su CD nel 1990.  Le successive ristampe dell'etichetta tedesca DigiDreams includono la canzone con licenza "No Mercy" di Bill Wray , che è presente nel film ma è stato messo nella versione Intrada. 
Alcune delle musiche composte per il film da Steve Edwards furono pubblicate nel 1998 su una compilation promozionale in CD del suo lavoro dalla sua agenzia di talenti SMC, e intitolate semplicemente Film Music . 